# Гладишев Сергій Єгорович
Сергій Гладишев (рос. Сергей Егорович Гладышев; нар. 9 грудня 1960) — російський футболіст, нападник.

## Життєпис
Професійну кар'єру розпочав у 1986 році у «Шиннику» (Ярославль). У наступному році перейшов у костромський «Спартак», кольори якого захищав до 1991 року. Після цього повернувся в «Шинник».
На початку 1992 року прийняв пропозицію Анатолія Заяєва і перейшов у сімферопольську «Таврію». 16 лютого 1992 року дебютував у футболці «Таврії» у переможному (2:0) виїзному поєдинку 1/32 фіналу кубку України проти севастопольської «Чайки». Сергій вийшов на поле у стартовому складі та відіграв увесь поєдинок. Дебютним голом у футболці сімферопольського клубу відзначився 23 лютого на 48-ій хвилині програного (1:3) виїзного поєдинку 1/16 фіналу кубку України проти охтирського «Нафтовика». Гладишев вийшов на поле в стартовому складі, а на 70-ій хвилині його замінив Ігор Ігнатов. 7 березня 1992 року дебютував у чемпіонаті України в матчі проти запорізького «Торпедо» (2:0). Сергій вийшов на поле у стартовому складі, а на 82-ій хвилині його замінив Юрій Гетіков. З «Таврією» виграв перший чемпіонат України, брав участь у фінальному матчі. У 1992 році в футболці «Таврії» в чемпіонаті України зіграв 19 матчів та відзначився 6-ма голами, ще Після завершення сезону покинув кримський клуб і повернувся в «Шинник», в складі якого 30 серпня 1992 року дебютував у чемпіонаті Росії в матчі проти воронезького «Факела». У першому ж матчі забив м'яч і приніс своїй команді нічию.
У 1993 році став гравцем воскресенського «Гіганта». Другу половину сезону 1994 року провів у костромському «Спартаку». У 1995 році перейшов у долгопрудненський «Космос», а в 1997 — в «Спартак» (Луховиці), де й завершив професійну кар'єру. Надалі грав в аматорських клубах.

## Досягнення
- Прем'єр-ліга
  -  Чемпіон (1): 1992

- Майстер спорту України: 1992